# Grandchamps-des-Fontaines

Grandchamp-des-Fontaines este o comună în departamentul Loire-Atlantique, Franța. În 2009 avea o populație de 4,666 de locuitori.